# Vulfardo de Flavigny
Vulfardo de Flavigny foi um nobre da Alta Idade Média francesa, tido sido detentor do título de conde de Flavigny.

## Relações familiares
Foi casado com Susana de Paris, filha do conde Begão de Paris (c. 755 - 28 de outubro de 816) conde de Paris, de Toulouse e marquês de Septimânia (Casa dos girárdidas) e de Alpaide, filha de Luís I de França, "o Piedoso" (778 – 20 de Junho de 840), também conhecido como Louis o Belo ou Louis o Debonaire, do francês, de bom ar, ou ainda, em língua alemã, Ludwig der Fromme e em latim, Ludovico Pio), foi o segundo filho de Carlos Magno, imperador e rei dos francos de 771 a 814, e de Hildegarda da Alemanha, de quem teve:
1. Vulgrino I de Angolema ou Wulgrin I or Vulgrin I (c. 830 - 3 de maio de 886) conde de Angolema[2], de Périgord e de Saintonge de 866 até sua morte. Foi casado com Rosalinda de Septimânia, irmã de Guilherme de Septimânia e filha de Bernardo de Septimânia e sua esposa Duoda de Agen, (795 - 844) herdeira de Agen e filha de Sancho I de Gasconha (780 - 816).